# Cantone di Treignac
Il Cantone di Treignac era una divisione amministrativa dell'arrondissement di Tulle.
A seguito della riforma approvata con decreto del 24 febbraio 2014, che ha avuto attuazione dopo le elezioni dipartimentali del 2015, è stato soppresso.

## Composizione
Comprendeva i comuni di:
- Affieux
- Chamberet
- L'Église-aux-Bois
- Lacelle
- Le Lonzac
- Madranges
- Peyrissac
- Rilhac-Treignac
- Saint-Hilaire-les-Courbes
- Soudaine-Lavinadière
- Treignac
- Veix